# Nowokubansk
Nowokubansk (russisch Новокубанск) ist eine Stadt und Rajonzentrum mit 34.880 Einwohnern (Stand 14. Oktober 2010) in der Region Krasnodar im südlichen Russland.

## Geographie
Nowokubansk liegt im Vorland des Kaukasus am linken Ufer des Flusses Kuban und in der Nähe der Grenze zwischen den Regionen Krasnodar und Stawropol. Von der westlich gelegenen Subjekthauptstadt Krasnodar ist Nowokubansk 187 Kilometer entfernt. Die am nächsten gelegene Stadt ist die Großstadt Armawir, die sich 12 km südöstlich an Nowokubansk anschließt.
Die Stadt besteht aus zwei Bezirken, die aus vormaligen Dörfern hervorgingen: Chutorok (Хуторок) und Sacharny (Сахарный).

## Geschichte
Die Stadt entstand im Jahr 1867 als Dorf namens Kubanskoje (Кубанское), das von ehemaligen Soldaten eines Kosakenheeres gegründet wurde. Durch den Zuzug von ehemaligen Bauern aus zentralen russischen Regionen wuchs der Ort rasch an und erreichte 1874 bereits rund 1500 Einwohner. 1875 wurde durch den Ort eine Eisenbahnlinie verlegt, die ebenfalls neue Bevölkerung mit sich brachte.
Bis ins 20. Jahrhundert hinein war Kubanskoje von der Landwirtschaft bestimmt. Seit Ende des 19. Jahrhunderts besaß der Ort den Status einer Staniza mit Namen Nowokubanskaja. In der frühen Sowjetzeit entstanden erste Industriebetriebe und neuere Wohnviertel. Das nördlich der Staniza gelegene Chutorok erhielt 1939 den Status einer Siedlung städtischen Typs, die 1961 in Nowokubanski umbenannt wurde. Mit der Vereinigung von Siedlung und Staniza 1966 erhielt der Ort unter dem heutigen Namen die Stadtrechte.

### Bevölkerungsentwicklung
| Jahr | Einwohner | Bemerkung                             |
| ---- | --------- | ------------------------------------- |
| 1939 | 16.905    | Nowokubanskaja 8.260, Chutorok 8.645  |
| 1959 | 23.971    | Nowokubanskaja 8.603, Chutorok 15.368 |
| 1970 | 23.904    |                                       |
| 1979 | 27.146    |                                       |
| 1989 | 30.201    |                                       |
| 2002 | 35.400    |                                       |
| 2010 | 34.880    |                                       |

Anmerkung: Volkszählungsdaten

## Wirtschaft und Verkehr
Als Zentrum eines großen Landwirtschaftsgebietes ist Nowokubansk maßgeblich von der Nahrungsmittelindustrie geprägt, außerdem gibt es in der Stadt ein Baustoffwerk. Wichtigste Verkehrsverbindungen sind die Fernstraße M29 sowie die Nordkaukasische Eisenbahn, an deren Hauptstrecke von Rostow am Don nach Newinnomyssk und Mineralnyje Wody Nowokubansk einen Bahnhof (Kubanskaja) hat.

## Persönlichkeiten
- Wjatscheslaw Jakimow (* 1998), Fußballspieler